# Козаково (Нюксенський район)
Козако́во (рос. Казаково) — присілок у складі Нюксенського району Вологодської області, Росія. Входить до складу Городищенського сільського поселення.

## Населення
Населення — 5 осіб (2010; 7 у 2002).
Національний склад (станом на 2002 рік):
- росіяни — 100 %